# Nuon Chea

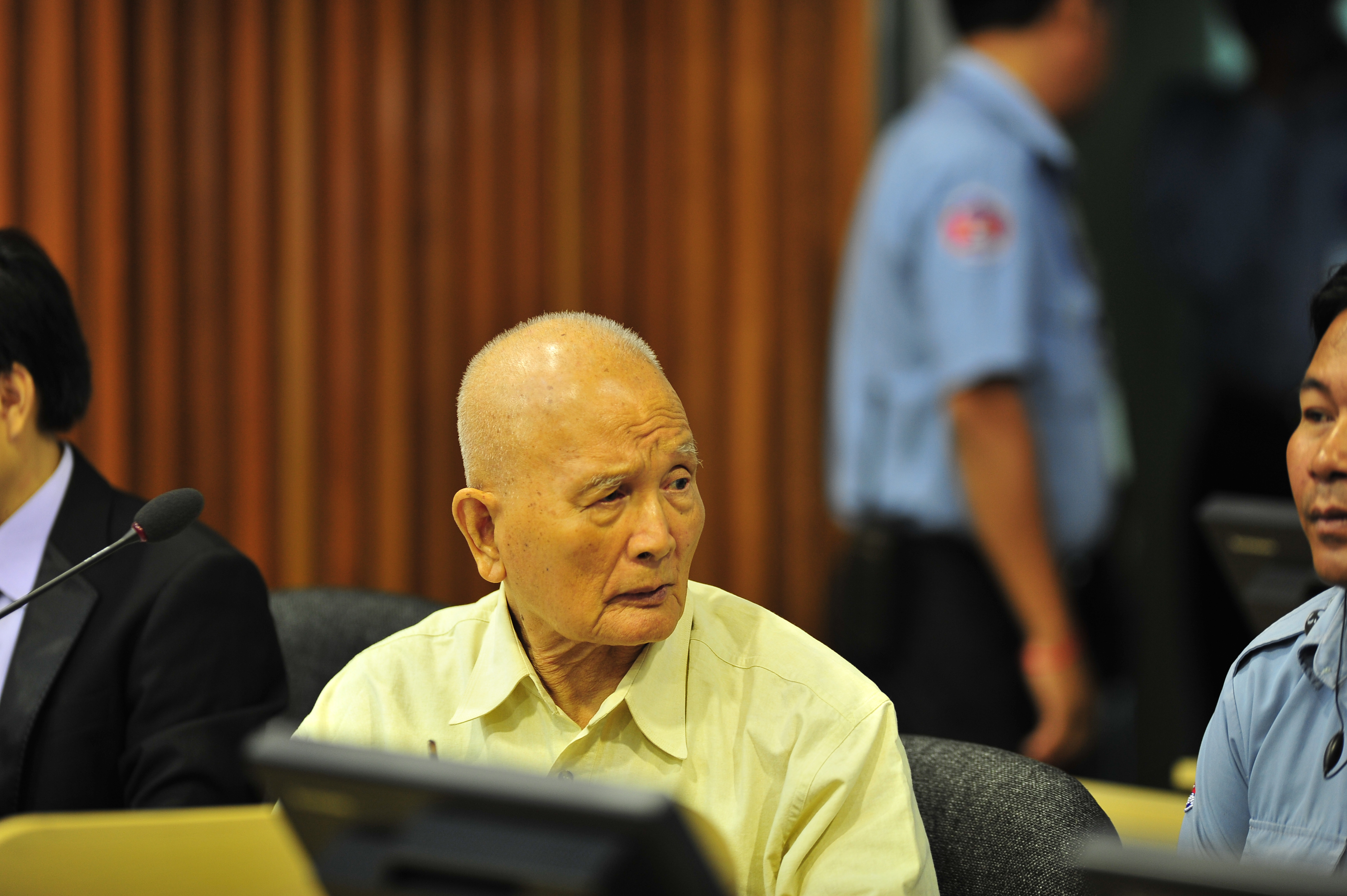
Nuon Chea (2011)

Nuon Chea (Voat Kor, provincia de Battambang, 7 de julio de 1926-Nom Pen, 4 de agosto de 2019) fue el nombre de guerra de Long Bunruot, conocido también como camarada número dos en el Gobierno de la Kampuchea Democrática, después del camarada número uno Pol Pot, secretario general del Partido Comunista de Kampuchea, y lugarteniente de este durante la mayor parte del régimen de los Jémeres rojos, conocido como el genocidio camboyano (1975-1979). Aunque su nombre estaba implicado en el Juicio a los Jemeres Rojos por crímenes contra la humanidad, Chea vivía modestamente con su esposa en la frontera con Tailandia.
El 29 de diciembre de 1998, después de un acuerdo con el gobierno, Nuon Chea se rindió siendo el último remanente de resistencia de los jemeres rojos. Después de ello en una conferencia de prensa Chea aseguró que sentía mucho no solo la pérdida de vidas humanas, sino también el sufrimiento que se había causado a los animales durante la guerra. El gobierno del primer ministro Hun Sen perdonó a Chea cualquier intento de adelantarle un juicio, decisión que fue condenada por muchos sectores de la sociedad camboyana e internacional.

## Biografía

### Primeros años
Nació en el seno de una familia de origen chino en la aldea de Voat Kor en la provincia de Battambang el 7 de julio de 1926 según los documentos del tribunal internacional aunque otros documentos remontan su nacimiento a 1923. Realizó estudios universitarios en Bangkok, donde camufló su nombre de pila, Long Bunrout, bajo el seudónimo Nuon Chea para eludir arresto por militar en el ilegal Partido Comunista de Tailandia.

### Trayectoria
Al regresar, a Nom Pen prosiguió su militancia comunista siendo elegido en 1960 vicesecretario del Comité Central del Partido Comunista de Kampuchea, nombre oficial del Jemer Rojo, lo que le permitiría controlar la línea política.
El tribunal internacional consideró que también perteneció al Comité Permanente del Jemer Rojo, presidió el Parlamento y, posiblemente, participó en su Comité Militar. También, según algunos historiadores de los puestos que ocupó, dirigió la red de prisiones y mantuvo el contacto directo con Pol Pot y el ministro de Defensa Son Sen, máximos responsables de las purgas.

### Detención y juicio
Después de seis años de negociaciones que comenzaron en 1997, el gobierno camboyano y las Naciones Unidas llegaron a un acuerdo sobre el procedimiento para establecer un tribunal de guerra. Varios líderes de la cúpula máxima de los jemeres rojos fueron puestos en custodia para ser juzgados.
El 19 de septiembre de 2007 fue detenido en la jungla por la policía de Camboya y puesto bajo custodia policial en su domicilio de Pailin. Después fue trasladado a la capital donde el tribunal internacional auspiciado por la ONU para juzgar los crímenes del Jemer Rojo lo procesó por genocidio y crimen contra la humanidad. Desde entonces hasta su muerte en agosto de 2019 permaneció detenido.
En febrero de 2008, Chea dijo a la corte que su caso debería manejarse de acuerdo con los estándares internacionales. Argumentó que el tribunal debería retrasar los procedimientos porque su abogado holandés, Michiel Pestman, aún no había llegado. En mayo de 2013, Chea manifestó su arrepentimiento ante la corte y a las familias de las víctimas: "Me arrepiento de los crímenes cometidos intencionalmente o no, ya sea que lo supiera o no".
El 7 de agosto de 2014, Nuon Chea fue declarado culpable junto a Khieu Samphan por «crímenes contra la humanidad, exterminio, persecución política y otros actos inhumanos», por lo que fueron condenados a cadena perpetua. En julio de 2015 apelaron la sentencia, pero el 16 de noviembre de 2018 el Tribunal de Camboya ratificó la condena.

### Fallecimiento
El 2 de julio de 2019 fue hospitalizado en el Hospital de la Amistad Jemer-Soviética de Nom Pen. El 4 de agosto de 2019 un portavoz del tribunal internacional auspiciado por la ONU para juzgar los crímenes del Jemer Rojo ante el que estaba acusado de genocidio y crímenes contra la humanidad informó de su muerte a los 93 años.